# Magnicourt
Magnicourt ist eine französische Gemeinde mit 85 Einwohnern (Stand: 1. Januar 2022) im Département Aube in der Region Grand Est. Sie gehört zum Kanton Brienne-le-Château und zum Arrondissement Bar-sur-Aube. 
Sie ist umgeben von folgenden Nachbargemeinden:
| Coclois    | Brillecourt                                 | Aulnay             |
|            | Kompassrose, die auf Nachbargemeinden zeigt |                    |
| Verricourt |                                             | Chalette-sur-Voire |

## Bevölkerungsentwicklung
| Jahr                       | 1962 | 1968 | 1975 | 1982 | 1990 | 1999 | 2008 | 2018 |
| -------------------------- | ---- | ---- | ---- | ---- | ---- | ---- | ---- | ---- |
| Einwohner                  | 94   | 81   | 70   | 82   | 79   | 69   | 67   | 84   |
| Quellen: Cassini und INSEE |      |      |      |      |      |      |      |      |